# 木下寛之
木下 寛之（きのした ひろゆき、1947年6月23日 - ）は、日本の農水官僚。元農林水産審議官。

## 人物
1971年、京都大学農学部農業経済学科卒業、農林省に入省する。1989年に水産庁沿岸課長。各課の課長を経て1995年大臣官房予算課長。その後、農産園芸局長、農村振興局長、水産庁長官を経て2003年農林水産審議官となり2006年辞職。

## 略歴
- 1971年4月：農林省入省畜産局畜政課
- 1978年9月：水産庁漁政部水産流通課課長補佐（総括及び総務班）[1]
- 1980年9月：経済局国際部国際協力課海外技術協力官
- 1981年5月：日本貿易振興会パリ・ジャパン・トレード・センター所員
- 1984年6月：経済局国際部国際協力課海外技術協力官
- 1984年9月：経済局総務課課長補佐（総括及び総務班）
- 1985年8月：経済局総務課調査官
- 1987年11月：大臣官房総務課広報室長
- 1989年4月：水産庁振興部沿岸課長
- 1990年8月：食糧庁管理部主計課長
- 1993年8月：経済局農業協同組合課長
- 1994年：構造改善局総務課長[2]
- 1995年：大臣官房予算課長
- 1997年：林野庁管理部長
- 1998年：食糧庁総務部長
- 2000年１月：農産園芸局長
- 2001年1月：農村振興局長
- 2002年：水産庁長官
- 2003年：農林水産審議官
- 2006年
  - 辞職
  - 独立行政法人農畜産業振興機構理事長
- 2012年
  - JPPA顧問
  - JA共済総合研究所顧問
- 2014年：JC総研特別顧問